# 주자서절요
주자서절요(朱子書節要)는 퇴계 이황이 주희의 책 주자전서에 수록된 편지 중 사상적으로 중요한 부분을 추려서 간행한 책으로 조선 시대 주자학의 발전에 중요한 역할을 하였다. 회암서절요(晦庵書節要)라고도 불린다.

## 구성
이황의 서문(序文), 황준량의 발문(跋文), 기대승(奇大升)의 발문(跋文)이 있다. 목판본의 권1·2는 시사출처(時事出處), 권3은 왕장문답(汪張問答), 권4는 여유문답(呂劉問答), 권5는 진육변답(陳陸辨答), 권6은 문답론사(問答論事), 권7은 문답경전(問答經傳), 권8∼18은 지구인문답(知舊人問答), 권19는 속집, 권20은 별집으로 되어 있다.
공경대부와의 서간을 앞에 두었고, 지구(知舊)·문인들의 문답 순으로 배열하였다. 지구 가운데는 주희와 학문적인 견해의 차이로 논쟁을 벌였던 왕응신(汪應辰)·장식(張栻)·여조겸(呂祖謙)·유청지(劉淸之)·육구연(陸九淵)형제, 진량(陳亮) 등과의 문답을 시대 순으로 배열하였다. 매 권의 앞에는 수록된 사람들의 약전을 기재하고 매 서찰의 제목 밑에 소주(小註)로 서신 왕래의 시기를 기록하였다. 서찰의 끝에는 고사·인물·지명 등이 간략하게 기록되어 있다.

## 편찬 및 간행 과정
1543년(중종 38) 이황은 중종의 명으로 교서관에서 간행, 반포된 주자전서를 보게 되었고, 이를 연구하였다. 처음에는 이황이 전체 95책인 주자전서의 서간문 48권중 중요한 편지를 선정하여 14권 7책을 만들었으나 간행하지는 않았다. 널리 보급하기 위해 제자들이 이황을 종용해 일록과 주해를 달아 출간하였다.
초사하는 과정에서 18권이 되었고, 속집과 별집은 문인들이 추가하여 20권이 된 것으로 보인다. 1561년(명종 16) 황준량이 성주에서 처음으로 간행하였다. 이어서 유중영이 1567년(명종 22) 정주, 김성일이 1586년(선조 19) 나주, 정경세가 1611년(광해군 3) 금산에서 간행하였다.

## 판본
목활자본으로 15권 8책, 목판본으로 20권 10책으로 된 판본이 있다. 고려대학교, 계명대학교, 영남대학교, 서울대학교 규장각 등에 소장되어 있다.
일본에 전해져 네 차례 간행되었으며 명력본(明曆本), 관문본(寬文本), 보영본(寶永本), 명치본(明治本)이 있다.

## 의의
주자서절요는 주희의 사상을 총 정리한 것으로 한국에서 성리학 발달의 근간이 되었다. 조선 중기 이 책의 출간 이후 한국에서 성리학 연구가 더욱 활발해졌다.